# 童夢・S103
童夢・S103（Strakka-Dome S103、どうむ・S103）は、童夢がル・マン24時間レースにLMP2クラスで参戦するチームへの販売を目的に開発された、クローズドボディのプロトタイプレーシングカーである。チーフデザイナーは湯地浩志。なお、正式には『ストラッカ 童夢/S103-Nissan』として登録されており、イギリスのレーシングチームであったストラッカ・レーシングが、このレーシングカーの開発における資金を提供した事による。 
「ル・マン」プロトタイプ LMP2で、 フランス西部自動車クラブ（ACO）/ 国際自動車連盟（FIA）ルマンプロトタイプLMP2規制に準拠。 この車はもともと、 FIA 世界耐久選手権（WEC） 、 ヨーロピアン・ル・マン・シリーズ （ELMS）、 アジアン・ル・マン・シリーズ（AsLMS） 、 国際モータースポーツ協会（IMSA）公認のウェザーテック・スポーツカー選手権での使用に適合だった。 2017年のクラスのルール変更で、この車はWEC、ウェザーテック・スポーツカー選手権、ELMSで使用する資格がなくなる。 ただし、AsLMSのLMP2-Amクラスでは引き続き使用できた。 

## 開発
2013年5月、 童夢はS102.5からの流れを受け継ぎ、2014年からのLMP1/2の新規定に合わせたS103の開発に着手した事を発表した。 
この車の最初のコンセプトスケッチはオンラインでリリースされた。  この車は、2014年のLMP1とLMP2の両方の技術規制に適合していると発表され、日本の風流舎の50％スケールの風洞モデルとともに、 数値流体力学 (CFD)で開発された。  
2013年11月27日、童夢はストラッカ・レーシングとタッグを組むと発表。LMP2「低コスト」の装いで童夢S103を共同で開発、販売、レースすること、自動車がストラッカ童夢S103として知られるようになる長期パートナーシップに合意 。 2013年11月、ストラッカ・レーシングは、当時LMP2で優勢であった日産のVK45DEエンジン（日産VK 45 4.5L V型8気筒エンジン）を採用し搭載することも発表された。 　 
2013年3月24日、ストラッカ・レーシングは、Turweston飛行場で、 ジョニー・ケインとダニー・ワッツとで最初のシェイクダウンを行う。これは2014年FIA世界耐久選手権の第1ラウンドであるシルバーストーン6時間での車のデビュー直前であった。  
2014年には、LMP2クラスにエントリーし参戦するものと思われていたが、2014年4月15日、チームの代表ニック・レベンティスは開発が進まない問題と車の走行不足により、2014 FIA世界耐久選手権の最初の2ラウンドを欠場すると発表。車はもともとル・マンでデビューする予定だったが、ル・マン公式テストデーでのクラッシュによりこれもその後にキャンセルされた 。その後、車の後部形状の大幅な改訂、および部品の到着までの長いリードタイムとともにさらにテストプログラムを完了するために2014年はテストと開発に専念するとした。 
最終的に サンパウロ6時間レースで計画されたデビューも失敗し、車のヘッドレストとのホモロゲーションの問題により、意図したデビューの準備テストでうまく走っていたにもかかわらず、車はレースを欠場。なお車は ハンガロリンクで3500kmをカバーしていた。  
2015年シルバーストーン6時間での車のデビューに先立って、自動車はモーターランド・アラゴンでテストを受け、4000km以上の走行を完了。  その後、2015年3月26日にポール・リカール・サーキットで行われたFIA WECプロローグで発表された。

## 車両の諸元：特徴[22][23]
"グランドキャニオン"と称するフロントノーズとFRフェンダーの谷間に空気を流し込み、FRディフューザーで使った空気の流れを後方で再活用するというコンセプトで車両レイアウトが行われており、ドライバー着座位置を大きく後退して縦に薄いノーズコーンを特徴としている。また、グランドキャニオンから導かれた気流を制御する為に、通常のLMP2と比較すると非常に多くのフィンが用いられており、F1の様な気の使いようであるが、耐久レースに重要なサバイバル性(接触などによる破損のリスクや交換の容易さといったリスクマネジメント)については、割り切った作りをしている。
- ホイールベース：3,000mm
- 燃料タンク容量：75リットル
- サスペンション：前ダブルウィッシュボーン／後ダブルウィッシュボーン、ダブルロッカー式インボードタイプ
- エンジン：V型8気筒 日産VK45DE
- ステアリング：KYB製 電動アシストパワーステアリング／ディスプレイ付コスワース製ステアリングホイール
- ギヤBOX：Xトラック
- ベルハウジング：ハシバモールド製・精密鋳造

## 競技の歴史

### 2014年
車が直面する数多くのテストとホモロゲーションの適合問題により、ホモロゲーション申請を見送りレースを欠場。 

### 2015年
2015年、LMP2クラスに参戦し、開幕戦のシルバーストン6時間では決勝4位でゴール。その後、最終的に3位で終えた＃30 テキーラパトロンESMがレース後の車検で失格したため、3位に繰り上がる  。この車はスパ・フランコルシャン6時間で予選7位、決勝は5位でフィニッシュした。 
しかし、ル・マンでは他のLMP車両に埋もれてしまい決勝はギヤボックスのトラブルでリタイアした。タイヤは当初、ミシュランの使用をしていたものの、ル・マンの直前でダンロップに変更しており、ル・マンでの失速は、十分にタイヤテストを行っていなかった事が原因のひとつと考えられる。その後、ストラッカ・レーシングは、参戦車両をギブソンにスイッチ。その後使用車両のギブソン・015Sの優位性からチームは2017年に提案されたLMP1プロジェクトの開発車として使用することを選択   。しかしその後LMP1プロジェクトはチームによって棚上げされ、競争に復帰することはなく、S103はル・マンの出走を最後にレースでの役目を終えた。 

## 戦績

### FIA 世界耐久選手権
| 年   | チーム                 | 車両           | クラス | No. | ドライバー                                             | Rds. | 1     | 2     | 3       | 4     | 5     | 6     | 7     | 8     | Pts. | Pos. |
| ---- | ---------------------- | -------------- | ------ | --- | ------------------------------------------------------ | ---- | ----- | ----- | ------- | ----- | ----- | ----- | ----- | ----- | ---- | ---- |
| 2015 | ストラッカ・レーシング | 童夢・S103     | LMP2   | 42  | ニック・ラヴェンティス ジョニー・ケイン ダニー・ワッツ | All  | SIL 3 | SPA 5 | LMS Ret |       |       |       |       |       | 63   | 6位  |
| 2015 | ストラッカ・レーシング | ギブソン・015S | LMP2   | 42  | ニック・ラヴェンティス ジョニー・ケイン ダニー・ワッツ | All  |       |       |         | NÜR 7 | COA 7 | FUJ 6 | SHA 6 | BHR 5 | 63   | 6位  |

### ル・マン24時間レース
| 年   | チーム                 | 車両                                       | タイヤ | クラス | No. | ドライバー                                             | 周回数 | 総合順位 | クラス順位 |
| ---- | ---------------------- | ------------------------------------------ | ------ | ------ | --- | ------------------------------------------------------ | ------ | -------- | ---------- |
| 2015 | ストラッカ・レーシング | ストラッカ 童夢・S103 (日産 VK45 4.5 L V8) | D      | LMP2   | 42  | ニック・ラヴェンティス ジョニー・ケイン ダニー・ワッツ | 264    | DNF      | DNF        |